# Давид, Дьюла
Дьюла Давид (венг. Gyula Dávid; 6 мая 1913, Будапешт, Австро-Венгрия — 14 марта 1977, Будапешт, Венгрия) — венгерский скрипач-альтист и композитор, дирижёр. Лауреат Государственной премии Венгрии имени Кошута (1952, 1955).

## Биография
Брат архитектора Кароя Давида.
До 1938 года обучался в Музыкальной академии Ференца Листа по классу композиции у Золтана Кодай.
С 1940 по 1943 год выступал на альте вместе с муниципальным оркестром в Будапеште, с 1945 по 1949 год — дирижёр столичного Национального театра.
Музыкальное творчество композитора можно условно поделить на два периода: его ранние композиции, на которые оказала влияние фольклорная музыка, и позднее творчество — с использованием серийной техники, в частности додекафонии. Одно из наиболее известных произведений раннего периода — Viola Concerto (1950).
Один из основателей Венгерского музыкального общества музыкантов. С 1951 года — профессор музыкального колледжа.

## Творчество
Автор симфоний, музыкальных композиций, сонат, хоровых и оркестровых произведений.

## Оркестровые композиции
- Симфония No. 1 (I. szimfónia) (1947)
- Tánczene, magyar népdalfeldolgozások (Танцевальная музыка, созданная на основе венгерских народных песен) (1952)
- Симфония No. 2 (II. szimfónia) (1957)
- Симфония No. 3 (III. szimfónia) (1960)
- Симфониетта для оркестра (1961)
- Színházi zene (театральная музыка) (1963)
- Симфония No. 4 (IV. szimfónia) (1970)
- Ünnepi előjáték (Праздничная увертюра) (1972)

## Камерная музыка
- Духовой квинтет No. 1 (I. Fúvósötös) (1954)
- Соната (Sonata fuvolára és zongorára) для флейты и фортепиано (1954)
- Серенада для духового квинтета (1955)
- Прелюдия для флейты и фортепиано (1964)
- Духовой квинтет No. 3 (III. Fúvósötös) (1965)
- Сонатина для скрипки и фортепиано (1969)
- Духовой квинтет No. 4 (IV. Fúvósötös) (1971)
- Pezzo для скрипки и фортепиано (1974)
- Трио для фортепиано (1974)
- Струнный квартет No. 2 (1976)
- Соната для скрипки (1983)

## Концерты
- Концерт (Brácsaverseny) для альта с оркестром (1950)
- Концерт (Hegedűverseny) для скрипки с оркестром (1970)
- Концерт (Kürtverseny) для валторны с оркестром (1976)

## Награды
- 1952 — Государственная премия Венгрии имени Кошута.
- 1955 — Государственная премия Венгрии имени Кошута.
- 1957 — премия Ференца Эркеля.